# Mărișelu
Mărișelu là một xã thuộc hạt Bistrița-Năsăud, România. Dân số thời điểm năm 2002 là 2570 người.